# Angmari boszorkánykirály
Az angmari boszorkánykirály vagy angmari boszorkányúr egy kitalált szereplő J. R. R. Tolkien A Gyűrűk Ura és A Hobbit című regényeiben és az abból készült filmadaptációkban, valamint több előzménytörténetben. Egykori emberkirály, akit a Kilenc Gyűrű egyike eleven lidérccé változtatott, ő volt előbb Angmar, majd Minas Morgul ura, a nazgûlok vezére és Mordor tábornagya, Sauron legerősebb és leghalálosabb szolgálója.

## A másodkor
Az első nazgûlok (gyűrűlidércek) a másodkorban jelentek meg 2251-ben. Miután Isildur legyőzte Sauront, a gyűrűlidércek – és hasonló szolgái – egy ideig ismeretlen helyen elrejtőztek.

## Arnor és Angmar
Mielőtt még Középfölde egy időre felszabadult volna Mordor árnyéka alól, Isildurt megölték, az Egy Gyűrű eltűnt. Az emberek északi királysága, Arnor három, egymással harcoló részre szakadt. Ebben az időben emelkedett fel Arnortól is északra Angmar királysága, amelyről hamarosan kiderült, hogy a Boszorkányúr az uralkodója, akit Sauron azért küldött, hogy leszámoljon a hatalmát egykor megtörő emberekkel. Angmar és Arnor kisebb megszakításokkal folyamatosan harcban állt egymással.
A boszorkánykirály és tanítványa, Morgomir sikerrel megszelídítettek egy Rogash nevű trollt, akinek segítségével az összes többi dombvidéki és havasi szörny is melléjük áll. Angmar fővárosa, Carn Dum előtt [forrás?] lezajlik egy hatalmas csata, amely után a fekete númenoriak, a gundabadi orkok és egyéb gonosz teremtmények is átállnak a boszorkánykirályhoz. Így Angmar elszabadul és útnak indul. [forrás?]

### Rhudaur
Argeleb király került trónra Arnor-ban, aki hatalmas sereget örököl az előző királytól. Cardolanon semmi nem történt. Azonban Rhudaurban lázadás tört ki, amit egy Hwaldar nevű tolvaj vezetett, aki lepaktált Angmarral, de elfogták. Argeleb személyesen akart elmenni Hwaldarért, de Angmar ereje készen állt és a boszorkányúr (akit vademberek ezrei követnek) megtámadta a sereget és a királyt. Argelebet és seregét az utolsó emberig lemészárolták és a remény Rhudaur végleges leverésére szertefoszlott. Hwladar immáron parancsnokként szolgálta Angmart.

### Amon Sul
Az új király I. Arveleg (Argeleb fia) lett, akinek birtokában volt A Gyűrűk Urában is látott palantír. Cardolanba segítség érkezett a tündéktől. Amon Sul (vagy másik nevén Széltető) hatalmas pajzsként védte Arnor szívét és jobbnál jobb fegyelmű és fegyverzetű harcosok védték az erődöt. A palantír mestere (Arveleg) bízott abban, hogy Angmar itt fog elbukni, azonban súlyosat tévedett. Amon Sult felperzselték a boszorkánykirály erői. Észak hatalmas bástyája nem tudott ellenállni az angmariak dühének. De Angmar győzelme nem volt teljes: Arvelegnek sikerült elmenekülni a palantírral együtt.

### A palantír egyesítése
Amon Sul zűrzavaros bukása után egy előnye volt Arnornak. Arvelegnek sikerült elmenekülnie és magával vinnie a palantírt. Azonban Morgomir ezt észrevette, de már nem tudott szólni a boszorkánykirálynak, mert az visszament Angmarba. Ezért Morgomir saját erőivel ment Arveleg után. Végül egy vérfürdőt követően Morgomirnak nem csak sikerült megszereznie a palantírt, de még a közelben tartózkodó númenori erőket is sikerült megsemmisítenie. De mielőtt megszerezhette volna Arveleg földhöz vágta a palantírt, ami darabokra tört. Azonban sikerült egyesíteni a darabokat és a palantír hatalma erősebb volt, mint valaha.

### Cardolan
Fornostba rengeteg hadianyag, ember és az ellátmány érkezett Gondorból. A két ellenfél most készült fel egyik legnagyobb összecsapására, amelyet Cardolan egyik dombján vívtak meg. A Cardolanban tartózkodó sereg elég erős volt és a Fornostba érkező erősítések közül mindet Cardolan területére küldték. Ez a hatalmas csata döntő jelleggel bírt mindkét ellenfélre. A boszorkánykirály azonban csak kis méretű erőket irányított először. A parancsa úgy szólt, hogy ezek a kis erők Hwaldar és Rogash vezetésével tartsanak ki, amíg megérkezik az erősítés, amit a Boszorkánykirály és Morgomir vezet. A kis dombon lezajlott csata a Gyűrűk ura történetének egyik legnagyobb mészárlásába ment át. A hatalmas vérfürdő legalább 6 óráig tartott, amíg végül kikerült a győztes. Minden remény és erősítés, amit Arnor remélt szertefoszlott: Cardolan elesett. A boszorkányúrnak immáron semmi sem állott útjába, hogy elinduljon Arnor szívébe, Arthedainba.

### Carn Dûm ostroma
Az erőviszonyok területileg drámaian megváltoztak: Rhudaur a boszorkánykirályé, Cardolan az összeomlás szélén. Egyedül Fornostban volt még nagy erő, de az is csak védekezésre futotta. Hirtelen Völgyzugolyból támadás érkezett a főváros, Carn Dűm ellen. A hatalmas tünde sereg azonban nem volt képes bevenni a várat és hirtelen megjött az erősítés: Rogash vezetésével egy hatalmas sereg havasi és dombvidéki troll bukkant fel, amik teljesen szétverték a tündék seregét. Angmarnak sikerült megvédenie magát. Katonában és felszerelésben meggyengült, de még nem veszített.

### A bosszú
A Boszorkánykirály bosszúként tűzte ki célul a Cardolanban lévő összes ember és tünde sírjának feldúlását, kifosztását és megrontását a tündék Carn Dűm ellen elkövetett támadása miatt. Arnor utolsó támadó erőit is bevetette, hogy megakadályozza ezt a gonosz cselekedetet. Azonban az elbukott támadás mellett történt egy eléggé fontos esemény. Az ifjú kapitányt, aki a támadást vezette, Morgomir ledöfte egy morgul pengével és így megszületett a boszorkányúr egyik legfélelmetesebb szolgálója, a Suttogó, aki bárkit képes volt megölni kegyelem és sajnálat nélkül. Angmar hordái és a fekete numenorok teljesen kifosztották Arthedaint és lesújtottak Arnor szívére. De a Boszorkánykirálynak a temérdek halott és vér sem volt elég.

### Fornost
A gonosz eljött Arnorba, és a gonosz győzött.
Középfölde egyik legnagyobb királysága már összeomlása szélén állott és már csak egy reményük volt az északiaknak, az utolsó védőbástya: Fornost. A főváros falai erősek voltak, védereje is nagyon erős volt, és a numenorok abban bíztak, hogy a nagy főváros ezt az ostromot is kiállja. De nem tudták, hogy itt minden angmari erő részt vesz és az egész sereget maga a Boszorkánykirály vezeti. Az ostrom hosszú ideig tartott, szörnyű csata volt és végül az angmariak legyőzték a védőket. Angmar dühe lesújtott Fornostra is és a Boszorkánykirály haragja és bosszúja beteljesült. Arnor soha többé nem volt már királyság.

### Angmar bukása
Elrond összehívta a tündék és emberek nagy tanácsát, ahol eldöntötték Eärnurral, Gondor hercegével (aki a következő király is lesz), hogy indítaniuk kell egy együttes támadást, hogy végleg legyőzzék Angmart. Angmar ostromára a harmadkor 1975. évében került sor. A végső csatában nagyon nagy áldozatok születtek, de a fő célt elérték. Angmar veszített (Rogash és a Suttogó elesnek a csatában, Hwaldart letartóztatják és börtönbe vetették). Azonban a Boszorkánykirály és Morgomir megszöknek és mindketten visszatérnek Mordorba. Angmar bukása után béke köszönt Középföldére, amíg valaki meg nem találta az Egy Gyűrűt.
Angmar bukása után Szauront is megbuktatták, aki kénytelen volt elrejtőzni. A nazgúlokat sötét kriptákba zárták és erős varázslattal tartották őket fogva. Szauron Dol Guldurba menekült és miután elég erőt gyűjtött ahhoz, hogy visszatérjen kiszabadította a szolgáit. A fehér tanács kiűzte Dol Guldurból Szauront, aki visszatért Mordorba, újjáépítette a Barad durt. Miután visszatért Mordorba, a nazgúlok elkezdték Minas Ithil ostromát és megszerezték a Palantírt, majd ennek segítségével felkutatták Celebrimbor és Talion új gyűrűjét, melyet később Szauron szerzett meg. De a Kilencnek ezután Talion vezette felkeléssel kellett számolni, később Taliont is a nazgúlok közé állították, aki Isildur gyűrűjét hordta. Ezután Sauron kiadta a kilenc lidércnek, hogy keressék az Egy gyűrűt, fekete lovasokként álcázva magukat.
Az Angmari boszorkányúr is részt vett az üldözésben. Ő szúrta meg a gyűrűhordozót Széltetőn egy Morgul tőrrel. Frodó üldözése közben a lidérceket elnyeli a Bruinen folyó. (A filmben a 9 nazgûl a gázlónál szembeszáll Arwen Undómiellel, aki segítségül hívja a folyót, míg a könyvben a folyótól megvadult lovaik vágtatnak az áradatba a lidércekkel együtt.) Hollétüket ezután homály fedi. Kis idő múltán hatalmas szárnyas bestiákon tűnnek fel, de nem mutatkozik egyszerre mind a kilenc.
Az Angmari boszorkányúr legközelebb a pelennori csata fővezéreként tűnik fel. A könyv szerint szóváltásba elegyedik Fehér Gandalffal. A filmváltozatban kettétöri Gandalf botját, és majdnem súlyos csapást mér a mágusra, de ekkor érkezik meg Theoden király és serege. Ő öli meg Theoden rohani királyt. Rátámad Eowyn hercegnőre, de vereséget szenved ellene és Borbak Trufa ellen.
Ezek után a nyolc nazgûl visszatért Mordorba és a második lidérc, Khamul lesz a vezetőjük. A nazgûlok végül az Egy Gyűrű pusztulásával urukkal együtt tűntek el.

## Külső hivatkozások
- Angmari Boszorkánykirály Archiválva 2012. január 5-i dátummal a Wayback Machine-ben az imdb adatbázisában.
- Angmari Boszorkánykirály (Thain's Book)